# Hoa hậu Hòa bình Quốc tế 2020
Hoa hậu Hòa bình Quốc tế 2020 là cuộc thi Hoa hậu Hòa bình Quốc tế lần thứ 8 được tổ chức tại Show DC Hall Bangkok, Băng Cốc, Thái Lan vào ngày 27 tháng 3 năm 2021. Hoa hậu Hòa bình Quốc tế 2019 - Valentina Figuera đến từ Venezuela đã trao lại vương miện cho người kế nhiệm, cô Abena Appiah đến từ Hoa Kỳ.

## Kết quả

### Thứ hạng
| Kết quả                       | Thí sinh |
| ----------------------------- | --- |
| Hoa hậu Hòa bình Quốc tế 2020 | - Hoa Kỳ – Abena Appiah |
| Á hậu 1                       | - Philippines – Samantha Bernardo |
| Á hậu 2                       | - Guatemala – Ivana Batchelor |
| Á hậu 3                       | - Indonesia – Kharishma Aura |
| Á hậu 4                       | - Brazil – Alaíse Guedes |
| Top 10                        | - Argentina – Mariana Varela - Cộng hòa Séc – Denisa Spergerová - Malaysia – Jasebel Shalani Robert § - Puerto Rico – Fabiola K. Valentín - Thái Lan – Namfon Chantarapadit |
| Top 20                        | - Campuchia – Chily Tevy ‡ - Cộng hòa Dominica – Lady Lion - El Salvador – Luciana Fernanda Martínez - Anh – Stephanie Wyatt - Nhật Bản – Ruri Saji - Kenya – Irene Ng'endo - Mexico – Angela Yuriar - Myanmar – Thaw Nandar Aung - Panama – Angie Keith - Perú – Maricielo Gamarra - Việt Nam – Nguyễn Lê Ngọc Thảo |

§: Thí sinh chiến thắng giải thưởng Miss Popular Vote
‡: Thí sinh chiến thắng giải thưởng Country Choice of the Year

### Thứ tự công bố
| 1. Campuchia 2. Guatemala 3. Mexico 4. Thái Lan 5. Peru 6. Nhật Bản 7. El Salvador 8. Panama 9. Việt Nam 10. Hoa Kỳ 11. Cộng hòa Dominica 12. Cộng hòa Séc 13. Philippines 14. Puerto Rico 15. Indonesia 16. Myanmar 17. Argentina 18. Brazil 19. Anh 20. Kenya | 1. Malaysia 2. Cộng hòa Séc 3. Puerto Rico 4. Hoa Kỳ 5. Guatemala 6. Thái Lan 7. Argentina 8. Brazil 9. Indonesia 10. Philippines | 1. Hoa Kỳ 2. Philippines 3. Brazil 4. Indonesia 5. Guatemala |  |

## Bảng điểm đêm chung kết
| Quốc gia/Vùng lãnh thổ | Áo tắm    | Dạ hội    | Ứng xử |
| ---------------------- | --------- | --------- | ------ |
| Hoa Kỳ                 | 9.73 (2)  | 9.75 (1)  | (1)    |
| Philippines            | 9.62 (5)  | 9.68 (3)  | (2)    |
| Guatemala              | 9.59 (6)  | 9.72 (2)  | (3)    |
| Indonesia              | 9.65 (4)  | 9.65 (4)  | (4)    |
| Brazil                 | 9.77 (1)  | 9.55 (5)  | (5)    |
| Puerto Rico            | 9.45 (8)  | 9.48 (6)  |        |
| Thái Lan               | 8.95 (9)  | 9.45 (7)  |        |
| Malaysia §             | Không thi | 9.39 (8)  |        |
| Cộng hòa Séc           | 9.55 (7)  | 9.35 (9)  |        |
| Argentina              | 9.70 (3)  | 9.15 (10) |        |
| El Salvador            | 8.92 (10) |           |        |
| Cộng hòa Dominica      | 8.90 (11) |           |        |
| Panama                 | 8.90 (11) |           |        |
| Kenya                  | 8.89 (13) |           |        |
| Mexico                 | 8.85 (15) |           |        |
| Perú                   | 8.85 (15) |           |        |
| Việt Nam               | 8.75 (16) |           |        |
| Anh                    | 8.55 (17) |           |        |
| Nhật Bản               | 8.43 (18) |           |        |
| Campuchia ‡            | 7.55 (19) |           |        |
| Myanmar                | 7.50 (20) |           |        |

§ - Thí sinh chiến thắng giải thưởng Miss Popular Vote
‡ - Thí sinh chiến thắng giải thưởng Country Choice of the Year
     Hoa hậu
     Á hậu 1
     Á hậu 2
     Á hậu 3
     Á hậu 4
     Top 10
     Top 20

(#)  Xếp hạng trong mỗi vòng thi

## Các giải thưởng đặc biệt
| Giải thưởng                  | Thí sinh                                                                               |
| ---------------------------- | -------------------------------------------------------------------------------------- |
| Miss Popular Vote            | - Malaysia – Jasebel Robert                                                            |
| Best in Evening Gown         | - Mexico – Angela Yuriar                                                               |
| Best in Swimsuit             | - Brazil – Alaíse Guedes                                                               |
| Best National Costume        | - Guatemala – Ivana Batchelor - Nhật Bản – Ruri Saji - Thái Lan – Chanrarapadit Namfon |
| Country Choice of the Year   | - Campuchia – Chily Tevy                                                               |
| Sponsor award                |                                                                                        |
| Global Beauties Choice Award | - Indonesia – Kharishma Aura                                                           |
| Grand Pageant's Choice Award | - Campuchia – Chily Tevy                                                               |
| Grand Spirit Award           | - Scotland – Helen Maherr                                                              |

## Thí sinh tham gia
Cuộc thi có tổng cộng 63 thí sinh tham gia:
| Quốc gia/Vùng lãnh thổ | Thí sinh                  | Tuổi | Quê quán              |
| ---------------------- | ------------------------- | ---- | --------------------- |
| Albania                | Fjorela Lezo              | 21   | Tirana                |
| Argentina              | Mariana Varela            | 24   | Avellaneda            |
| Bashkortostan          | Albina Shaik              | 21   | Ufa                   |
| Belarus                | Polli Cannabis            | 26   | Minsk                 |
| Bolivia                | Teresita Sánchez          | 20   | Santa Cruz            |
| Brazil                 | Alaíse Guedes             | 27   | Campina Grande        |
| Bulgaria               | Viktoria Lazarova         | 21   | Plovdiv               |
| Campuchia              | Chily Tevy                | 24   | Poipet                |
| Canada                 | Sara Winter               | 26   | Vancouver             |
| Chile                  | Valentina Benavente       | 27   | Viña del Mar          |
| Trung Quốc             | Fiona Tao                 | 18   | Calgary               |
| Colombia               | Natalia Manrique Aguilar  | 21   | Cúcuta                |
| Costa Rica             | Gabriela Jara Cordero     | 23   | Guácimo               |
| Crimea                 | Sofia Kim                 | 20   | Khabarovsk            |
| Cuba                   | Jennifer Sánchez Aguilar  | 20   | Cienfuegos            |
| Cộng hòa Séc           | Denisa Spergerová         | 20   | České Budějovice      |
| Cộng hòa Dominica      | Lady Lion                 | 27   | Duarte                |
| Ecuador                | Sonia Luna                | 25   | Guayaquil             |
| Ai Cập                 | Virginia Hany             | 20   | Cairo                 |
| El Salvador            | Luciana Fernanda Martínez | 21   | San Salvador          |
| Anh                    | Stephanie Wyatt           | 21   | Poole                 |
| Phần Lan               | Liina Malinen             | 27   | Oslo                  |
| Pháp                   | Marine Comby              | 20   | Martignas-sur-Jalle   |
| Đức                    | Arlinda Prenaj            | 25   | München               |
| Guatemala              | Ivana Batchelor           | 22   | Thành phố Guatemala   |
| Ấn Độ                  | Simran Sharma             | 23   | Jaipur                |
| Indonesia              | Kharishma Aura            | 20   | Majalengka            |
| Iran                   | Ayda Mirahmadi            | 18   | Saqqez                |
| Ireland                | Tírna Slevin              | 26   | Galway                |
| Ý                      | Filomena Venuso           | 21   | Nola                  |
| Jamaica                | Monique Thomas            | 26   | Kingston              |
| Nhật Bản               | Ruri Saji                 | 25   | Saga                  |
| Kenya                  | Irene Ng'endo             | 22   | Juja                  |
| Hàn Quốc               | Hyunyoung Lee             | 22   | Seoul                 |
| Kosovo                 | Frontinna Gashi           | 21   | Pristina              |
| Lào                    | Phatthana Khidaphone      | 23   | Viêng Chăn            |
| Malaysia               | Jasebel Robert            | 25   | Kuala Lumpur          |
| Mauritius              | Tania René                | 23   | Port Louis            |
| Mexico                 | Angela Yuriar             | 20   | Culiacán              |
| Myanmar                | Thaw Nandar Aung          | 21   | Myawaddy              |
| Nepal                  | Ambika Joshi Rana         | 21   | Kathmandu             |
| Hà Lan                 | Suzan Lips                | 27   | Berkel-Enschot        |
| Nicaragua              | Teresa Moreno             | 28   | León                  |
| Nigeria                | Chikaodili Nna-Udosen     | 26   | Onitsha               |
| Panama                 | Angie Keith               | 26   | Thành phố Panama      |
| Paraguay               | Daisy Lezcano             | 27   | Isla Pucú             |
| Perú                   | Maricielo Gamarra         | 25   | Tarapoto              |
| Philippines            | Samantha Bernardo         | 28   | Palawan               |
| Ba Lan                 | Milena Sadowska           | 22   | Babice                |
| Bồ Đào Nha             | Sara Duque                | 27   | Porto                 |
| Puerto Rico            | Fabiola K. Valentín       | 21   | Camuy                 |
| Nga                    | Guzel Musina              | 23   | Kazan                 |
| Scotland               | Helen Maher               | 26   | Coleraine             |
| Nam Phi                | Anrónet Roelofsz          | 26   | Pretoria              |
| Tây Ban Nha            | Iris Miguélez Méndez      | 22   | Galicia               |
| Sri Lanka              | Prathibha Liyaarachchi    | 21   | Colombo               |
| Thụy Điển              | Felicia Brunzell          | 24   | Hudiksvall            |
| Thái Lan               | Chanrarapadit Namfon      | 22   | Ranong                |
| Uruguay                | Jimena Martino            | 25   | Canelones             |
| Hoa Kỳ                 | Abena Appiah              | 27   | Accra                 |
| Venezuela              | Eliana Roa                | 24   | Caracas               |
| Việt Nam               | Nguyễn Lê Ngọc Thảo       | 21   | Thành phố Hồ Chí Minh |
| Wales                  | Kathryn Fanshawe          | 23   | Surrey                |

## Chú ý

### Lần đầu tham gia
- Crimea

### Trở lại
- Lần cuối tham gia vào năm 2015:
  -  Iran
  -  Kenya
- Lần cuối tham gia vào năm 2016:
  -  Uruguay
- Lần cuối tham gia vào năm 2018:
  -  Argentina
  -  Campuchia
  -  Anh
  -  Phần Lan
  -  Jamaica
  -  Kosovo
  -  Hàn Quốc
  -  Lào
  -  Scotland
  -  Sri Lanka
  -  Wales

### Bỏ cuộc
| - Armenia - Úc - Curaçao - Estonia | - Guadeloupe - Haiti - Latvia - Liban | - Ma Cao - Réunion - Romania - Ukraine |